# ترجام
ترجام یک تقسیمات کشوری در سودان است که در دارفور جنوبی واقع شده‌است. ترجام ۶۶۰ متر بالاتر از سطح دریا واقع شده‌است.